# 盐城站
盐城站位于中华人民共和国江苏省盐城市亭湖区世纪大道以北、青年路以南，范公路以东、通榆河以西。有新靖铁路（原新长铁路）、青盐铁路、徐盐客运专线和盐通高速铁路经过。

## 历史

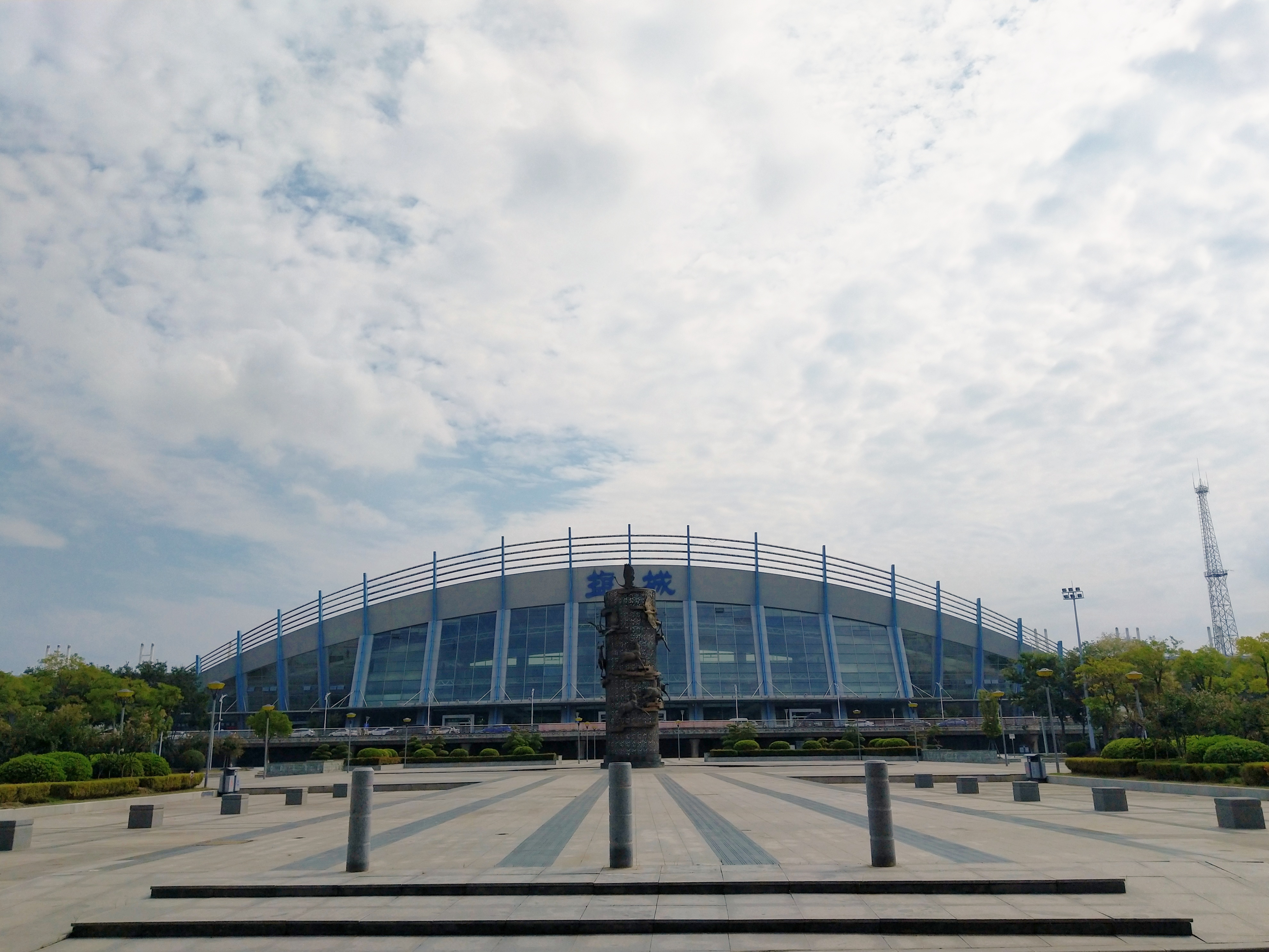
盐城站旧站房（2018年8月），已经改造为中国黄海湿地博物馆

盐城站最初于2004年6月随新长铁路盐城段的通车而启用，站址位于范公路69号。由于站房规划过小，投用不久便已不敷应用，为此当地政府投资2.1亿元人民币重建车站站房。新站房于2006年4月开工，2007年4月18日启用，与附近的盐城汽车站采用一体化设计，建筑面积10603平方米，主体二层、局部三层；站场被无站台柱雨棚覆盖，该雨棚曾获全国优秀焊接工程奖。
2010年代后，铁路部门规划在规划了5条高速铁路线路。为接入这些新建线路，铁路部门计划对既有盐城枢纽进行改建。上海铁路局原计划对既有盐城站房进行改扩建，但盐城当地政府倾向于异地新建车站。在经过当地政府多次与铁路部门的协商，中国铁路总公司于2016年7月正式书面同意在盐城站将作为徐盐客运专线工程的一部分南移异地重建。随后当地政府及铁路部门开始了新站设计方案的征集，最终9个方案中选择了华东建筑设计院及中铁上海设计院联合体方案。
新盐城站于2017年1月20日开工，2019年12月15日投用。
新盐城站投用后，既有的盐城站站房被改建为中国黄海湿地博物馆。既有的2台4线无柱雨棚站场被原貌保留，站台间增设栈道，利用道砟营建石笼墙景观，形成铁道公园。站场北端区域被利用改建为酒店大堂。
2020年12月30日，盐通高速铁路开通运营，盐城站开行南下往上海方向的动车组。

## 车站结构
盐城站目前使用的站房于2019年12月15日启用，以“盐晶体”为设计概念。

### 站场
2019年启用的新盐城站分为高速场和普速场。高速场有徐盐客专经过，设有侧式站台1座、岛式站台2座、列车到发线6条、正线2条；普速场设有侧式站台1座、岛式站台1座（与高速场共用），共有2条到发线、2条正线。。
| 侧式站台 |                                 |
| 8站台    | 新靖铁路 经停列车               |
| 正线     | 新靖铁路 上下行通过列车         |
| 正线     | 新靖铁路                        |
| 7站台    | 新靖铁路 始发终到列车           |
| 岛式站台 |                                 |
| 6站台    | 盐通客运专线 下行列车           |
| 5站台    | 盐通客运专线 下行列车           |
| 岛式站台 |                                 |
| 4站台    | 盐通客运专线 下行列车           |
| 正线     | 盐通客运专线 下行通过列车       |
| 正线     | 徐盐铁路、青盐铁路 上行通过列车 |
| 3站台    | 徐盐铁路、青盐铁路 上行列车     |
| 岛式站台 |                                 |
| 2站台    | 徐盐铁路、青盐铁路 上行列车     |
| 1站台    | 徐盐铁路、青盐铁路 上行列车     |
| 侧式站台 |                                 |

车站高速场南端设综合维修车间和动车组存车场各1处，存车场设存车线6条。

## 車站周邊
- 盐城市综合客运枢纽
- 通榆河生态公园
- 中国工商银行五星支行
- 盐城市建军路小学教育集团五星校区
- 盐城市育才医药技工学校